# Hepatitis E
La hepatitis E es una enfermedad causada por el virus de la hepatitis E (VHE) y que presenta una transmisión fecal-oral. Es causante de epidemias en la India, Asia, África y México. Su proceso de curación es espontáneo. El virus de la hepatitis E se clasificó originalmente en la familia Caliciviridae, pero más recientemente ha sido clasificado como un virus ARN de sentido positivo de clase IV perteneciente al género Orthohepevirus, único miembro de la familia Hepeviridae.

## Transmisión
Capacidad de transmisión entérica.
Mecanismo trasmisión de persona a persona por vía fecal-oral (alimentos y bebidas contaminadas), principalmente por la contaminación de agua con heces fecales. Otras vías de transmisión que también se han observado son:
- la transmisión alimentaria por ingestión de productos derivados de animales infectados;
- la transmisión zoonótica de animales al ser humano;
- la transfusión de productos sanguíneos infectados;
- la transmisión vertical de una embarazada al feto.

La ingestión de marisco crudo o poco cocido es otra vía de infección en algunos casos esporádicos registrados en zonas endémicas.

## Lugar de mayor frecuencia
Más frecuente en África, Asia y China.
Epidemias en tiempos de lluvias por contaminación de las aguas de consumo.

## Periodo de incubación
Periodo de incubación 3 a 8 semanas, con un promedio de 42 días. Es más frecuente en adultos que en niños con una alta mortalidad en embarazadas.

## Cuadro clínico
Los signos y síntomas característicos de la hepatitis E son:
- Ictericia (coloración amarillenta de la piel y la esclerótica de los ojos, orina oscura y heces pálidas);
- Anorexia (pérdida de apetito);
- Hígado agrandado y con dolor a la palpación (hepatomegalia);
- Dolor y dolorimiento abdominal;
- Náuseas y vómitos;
- Fiebre;
- Mortalidad baja, 0,5 a 4 %, excepto en mujeres embarazadas que, por causas desconocidas, alcanza el 20 %.

## Diagnóstico
Detección de IgM anti-VHE e IgG anti-VHE respectivamente o mediante la reacción de polimerasa, invertasa transferasa.
Por exclusión de la hepatitis A, B, C y D agudas. 
La inmunoglobulina sérica no evita la hepatitis E (de uso habitual) por carecer de Ac Anti-VHE.
Recomendaciones especiales:
-Los viajeros a zonas endémicas deben evitar el consumo de frutas y verduras crudas o mal cocinadas. Consumir agua potable.
-Buenas condiciones sanitarias.